# 2e régiment d'infanterie du Colorado
Le 2e régiment d'infanterie du Colorado (2nd Colorado Infantry Regiment) était un régiment d'infanterie de l'État du Colorado pendant la guerre de Sécession. Le 13 octobre 1863, le 2e régiment d'infanterie du Colorado est regroupé avec le 3e régiment d'infanterie du Colorado afin de créer le 2e régiment de cavalerie du Colorado.

## Histoire
Le 29 août 1861, le gouverneur William Gilpin autorisa James Hobart Ford (en) à organiser une unité de volontaires en tant que compagnie d'infanterie. Theodore H. Dodd fut nommé commandant d'une deuxième compagnie de volontaires par le gouverneur Gilpin le 30 août. Les deux compagnies ont été levées et constituées à Cañon City mais, à la mi-décembre, elles se trouvaient à Fort Garland, dans la vallée de San Luis (en), .

## Voir également
- Liste des unités militaires du Colorado pendant la guerre de Sécession
- Denver City Home Guard